# Noel Valladares
Noel Eduardo Valladares Bonilla (Comayagua, 3 de mayo de 1977) es un exfutbolista hondureño que se desempeñaba en el puesto de guardameta, y en sus inicios como delantero, está considerado entre unos de los porteros más constantes de CONCACAF durante las primeras dos décadas del siglo XXI, además fue considerado por la FIFA como uno de los porteros sobresaliente por la famosa tapada a Chile en el Mundial de Sudáfrica 2010 e incluso se llevó el galardón «Mejor Atajada del Mundial» en ese torneo.

## Biografía
Noel Valladares nació en la ciudad colonial de Comayagua, el 3 de mayo de 1977. Cuando estaba en su juventud, jugaba de delantero.

### Trayectoria
Noel Valladares fue un portero bastante regular en los llamados a la selección , actualmente esta rétirado, pero inició su carrera futbolística en el Motagua uno de los 4 equipos grandes de Honduras, luego se fue al club vecino y rival directo el CD Olimpia. 
Por varios años, Valladares fue parte del Club Deportivo Motagua donde se coronó campeón de la Liga Nacional de Fútbol de Honduras en el año 2004 Valladares fue traspasado al Club Deportivo Olimpia donde ganó varios títulos y tuvo la oportunidad de pelear la Copa de la UNCAF y la Concacaf.
En el torneo de Clausura 2013-2014, Noel Valladares además de ganar la copa número 28 con el Club Deportivo Olimpia lleva 15 copas en su cuenta personal, y se adjudicó por tercera vez consecutiva el galardón de portero menos batido.
Durante el campeonato de la Liga Nacional de Fútbol de Honduras, Noel se adjudicó el premio superando a Junior Morales de Platense, Víctor Coello de Marathón, Ricardo Canales de Motagua, entre otros.
Noel Valladares no fue titular indiscutible de su equipo en partidos internacionales. Es suplido por Donis Escober del Club Deportivo Olimpia,  Además, Noel fue tetracampeón a nivel nacional con el Club Deportivo Olimpia.

### Retiro
Se retiró en diciembre del 2016 después de que el Olimpia quedara eliminado a manos de Motagua, club con el cual debutó.

## Selección nacional
Noel Valladares fue parte de la Selección de fútbol de Honduras en muchísimas oportunidades. Con el representativo de Honduras, Noel tuvo la oportunidad de luchar por un boleto para Corea Japón 2002 y Alemania 2006. 
Valladares también fue titular indiscutible de la selección SUB/23 de Honduras que clasificó a los juegos olímpicos de Sídney en Australia en el año 2000, en un torneo celebrado en Pensilvania Estados Unidos. En ese torneo, Honduras ganó el campeonato regional de la Concacaf, dejando en el camino a la selección SUB/23 de México.
Antes, Valladares había participado en los Juegos Panamericanos de Winnipeg, Canadá en 1999, obteniendo la Medalla de Plata.
El 14 de octubre de 2009 consiguió su primer pase a un campeonato mundial con la Selección hondureña en la ciudad de San Salvador, al vencer 1-0 al equipo salvadoreño.y que los Estados Unidos le empató 2-2 a Costa Rica.
Jugó como titular los tres partidos que la selección de Honduras disputó en la Copa del mundo Sudáfrica 2010, del cual, fue nombrado jugador del partido "Honduras vs. Suiza". Además, la tapada que le hizo a Waldo Ponce en el partido entre Honduras y Chile fue seleccionada entre las mejores tapadas del mundial en un video de FIFA.com.
Noel Valladares participó en la mayoría de los encuentros en la clasificación para Brasil 2014, siendo el capitán en todos los partidos que entró como titular.
Noel fue en un partido contra Estados Unidos el Héroe a pesar de que se llevaran una derrota. Noel tuvo la dicha de completar la hazaña de jugar contra México en el Azteca y traerse una victoria a casa consiguiendo el famoso Aztecazo.
El 5 de mayo de 2014 se anunció que Valladares había sido convocado entre los 23 jugadores que disputarán la Copa Mundial de Fútbol de 2014 en Brasil con Honduras.

### Participaciones en Copas del Mundo
| Mundial                        | Sede      | Resultado    |
| ------------------------------ | --------- | ------------ |
| Copa Mundial de Fútbol de 2010 | Sudáfrica | Primera fase |
| Copa Mundial de Fútbol de 2014 | Brasil    | Primera fase |

### Participaciones en Copa América
| Copa                | Sede                | Resultado           | PJ | Goles |
| ------------------- | ------------------- | ------------------- | -- | ----- |
| Copa América 2001   | Colombia            | Tercer lugar        | 5  | -3    |
| Total de su carrera | Total de su carrera | Total de su carrera | 5  | -3    |

## Palmarés

### Campeonatos nacionales
| Título          | Club    | País     | Año       |
| --------------- | ------- | -------- | --------- |
| Torneo Apertura | Motagua | Honduras | 1997-1998 |
| Torneo Clausura | Motagua | Honduras | 1997-1998 |
| Torneo Apertura | Motagua | Honduras | 1999-2000 |
| Torneo Clausura | Motagua | Honduras | 1999-2000 |
| Torneo Clausura | Olimpia | Honduras | 2003-2004 |
| Torneo Clausura | Olimpia | Honduras | 2004-2005 |
| Torneo Apertura | Olimpia | Honduras | 2005-2006 |
| Torneo Clausura | Olimpia | Honduras | 2005-2006 |
| Torneo Clausura | Olimpia | Honduras | 2007-2008 |
| Torneo Clausura | Olimpia | Honduras | 2008-2009 |
| Torneo Clausura | Olimpia | Honduras | 2009-2010 |
| Torneo Apertura | Olimpia | Honduras | 2011-2012 |
| Torneo Clausura | Olimpia | Honduras | 2011-2012 |
| Torneo Apertura | Olimpia | Honduras | 2012-2013 |
| Torneo Clausura | Olimpia | Honduras | 2012-2013 |
| Torneo Clausura | Olimpia | Honduras | 2013-2014 |

### Campeonatos internacionales
| Título                       | Club                  | País     | Año  |
| ---------------------------- | --------------------- | -------- | ---- |
| Copa de Naciones de la UNCAF | Selección de Honduras | Honduras | 2011 |

(*) Incluyendo la selección

### Distinciones individuales
| Distinción                                         | Año                                    |
| -------------------------------------------------- | -------------------------------------- |
| Arquero Menos Batido de la Liga Nacional           | Cl.2006-2007-Ap.2007-2008-Cl.2007-2008 |
| Reconocimiento Deportivo de la ciudad de Comayagua | 2007                                   |
| Mejor portero Copa Oro 2011                        | 2011                                   |